# Gnamptonoma leptura
Gnamptonoma leptura är en fjärilsart som beskrevs av Edward Meyrick 1917. Gnamptonoma leptura ingår i släktet Gnamptonoma och familjen signalmalar. Inga underarter finns listade i Catalogue of Life.